# مگان لیسنبی
مگان لیسنبی (انگلیسی: Meghan Lisenby؛ زادهٔ ۲۱ دسامبر ۱۹۹۲) بازیکن فوتبال اهل ایالات متحده آمریکا است.
از باشگاه‌هایی که در آن بازی کرده‌است می‌توان به اف سی کانزاس سیتی اشاره کرد.